# Gruppo societario
Un gruppo societario (anche gruppo di imprese), nel diritto commerciale, è un insieme di società tra loro collegate in virtù di  un rapporto di controllo da parte di una società capogruppo (holding).

## Caratteristiche
Un gruppo è comunemente definito come un insieme di unità tra loro autonome dal punto di vista giuridico, assoggettate ad un unico soggetto economico. Il controllo può esercitarsi:
- sotto forma di controllo di diritto, quando una società A ha la maggioranza delle azioni o delle quote di una società B, o quando le due società stipulano un apposito contratto (convenzione di dominato);
- sotto forma di attività di direzione e coordinamento, quando una società esercita sulle altre stringenti forme di controllo economico.

Spesso il termine "gruppo" è confuso con il termine "holding". Un gruppo è un insieme di società con a capo una holding finanziaria, che è una società essa stessa, con oggetto sociale l'assunzione di partecipazioni.

## Tipologia di gruppi
Esistono diverse classificazioni dei gruppi societari, le quali a loro volta contengono diversi tipi di gruppi, individuati da vari autori economisti e giuristi. Quelle più comuni sono le seguenti:
- gruppo finanziario: tipo di gruppo nel quale i rapporti sviluppati tra le consociate e la holding sono di carattere meramente finanziario;
- gruppo economico: gruppo nel quale i rapporti tra le diverse unità sono di tipo economico-tecnico;
- gruppo pubblico: gruppo caratterizzato dall'esercizio dell'attività di controllo, gestione e pianificazione da parte di un soggetto pubblico (Stato o ente pubblico);
- gruppo privato: gruppo caratterizzato dall'esercizio dell'attività di controllo, gestione e pianificazione da parte di un soggetto di diritto privato;
- gruppo ad azionariato diffuso: gruppo nel quale il capitale della holding è caratterizzato da un numero elevato di azionisti, i quali detengono una percentuale irrisoria. In questo modo essi non possono esercitare il controllo. Tipico il caso delle public company.

## Nel mondo

### Italia
Il codice civile italiano non fornisce una definizione organica di gruppo aziendale, bensì sviluppa l'argomento trattando il tema del controllo. 
il d.lgs.17 gennaio 2003, n. 6 ne ha introdotto una generica disciplina. Per società controllanti sono intese:
- le società che detengono in un'altra società la maggioranza dei voti dell'assemblea ordinaria;
- le società che dispongono di voti sufficienti per esercitare l'influenza dominante sempre in assemblea ordinaria;
- le società che controllano un'altra società per vincoli contrattuali.